# Пантеон (Москва)
Пантео́н в Москве — неосуществлённый проект мемориальной усыпальницы, «памятника вечной славы великих людей Советской страны». В него планировалось перенести саркофаги Владимира Ленина и Иосифа Сталина, а также «останки выдающихся деятелей Коммунистической партии и Советского государства, захороненных у Кремлёвской стены».

## История

### Решение о создании
После смерти Иосифа Сталина 5 марта 1953 года прошло заседание комиссии по похоронам, на котором было решено подготовить проект постановления о строительстве Пантеона. Постановление было принято 6 марта и опубликовано в прессе на следующий день.
В целях увековечения памяти великих вождей Владимира Ильича Ленина и Иосифа Виссарионовича Сталина, а также выдающихся деятелей, захороненных на Красной площади у Кремлёвской стены, соорудить в Москве монументальное здание – Пантеон – памятник вечной славы великих людей Советской страны. По окончании сооружения Пантеона перенести в него саркофаг с телами В. И. Ленина и И. В. Сталина, а также останки выдающихся деятелей Коммунистической партии и Советского государства, захороненных у Кремлёвской стены, и открыть Пантеон для широких масс трудящихся.ЦК КПСС и Совет Министров СССР

### Конкурс проектов
10 марта архитектор Николай Колли предложил масштабный проект, согласно которому общая площадь Пантеона составляла 500 тысяч м². Для саркофагов с телами Владимира Ленина и Иосифа Сталина отводился главный зал площадью 2000—2500 м², а для урн — зал от 3000 до 4000 м². Также предусматривались служебные помещения для персонала.
По своей архитектурно-художественной композиции здание Пантеона должно быть увязано с силуэтом будущего Дворца Советов, высотным зданием в Зарядье и исторически сложившейся архитектурой Кремля. В архитектурно-художественной обработке здания Пантеона должны найти широкое применение монументальная скульптура, барельефы, мемориальные доски, монументальная живопись и мозаика, отражающие подвиги и дела великих деятелей Коммунистической партии и Советского государства в Великой Октябрьской социалистической революции, в борьбе за строительство социализма, в Великой Отечественной войне, в строительстве Коммунизма.
Согласно генеральному плану реконструкции столицы планировалось расширить Красную площадь, и Николай Колли предложил установить Пантеон на месте Государственного универсального магазина (ГУМ). Однако вариант отклонили, поскольку правительственная трибуна на Пантеоне оказывалась напротив существующего мавзолея. Колоннам войск во время парадов пришлось бы проходить с равнением налево, что не соответствовало установленному порядку. Второй вариант предполагал использование Софийской набережной. При этом Пантеон занимал бы наиболее центральное и хорошо доступное место в столице и мог быть виден из многих точек города, а два больших моста через Москву-реку связали бы его территорию с Красной площадью и площадью Дворца Советов. Единственным минусом являлась удалённость Пантеона «от исторически сложившегося мемориального центра столицы и центральных площадей Москвы».
25 марта для организации проектирования Пантеона была создана комиссия президиума Академии архитектуры СССР. Николая Колли назначили первым заместителем председателя, архитектора Сергея Чернышова — вторым. В качестве альтернативы участники комиссии предложили следующие места для строительства Пантеона: Исторический музей, Манежную площадь, Лужники и Ленинские горы. Вариант Николая Колли с привязкой к Красной площади получил наибольшую поддержку. Под строительство отвели обширную территорию в Китай-городе «между улицами Куйбышева, 25 Октября, зданием ГУМа, площадью Дзержинского и Политехнического музея». При возведении Пантеона должны были ликвидировать десятки исторических зданий столицы. Позже президиумом ЦК было сделано уточнение: «Пантеон соорудить в Москве, в трёх с половиной километрах южнее нового здания МГУ на землях Воронцовского витаминного института».
Комиссия объявила открытый конкурс на составление проекта здания Пантеона со сроком подачи работ до 1 ноября 1953 года. В нём участвовали как профессиональные архитекторы Иван Боголепов, Александр Власов, Владимир Гельфрейх, Иван Жолтовский, Григорий Захаров, Николай Колли, Борис Мезенцев, Константин Мельников, Михаил Минкус, Ашот Мндоянц, Аркадий Мордвинов, Леонид Поляков, Михаил Посохин, Александр Рочегов, Лев Руднев, Александр Хряков, Дмитрий Чечулин, Зоя Брод, Зинаида Чёрнышова и другие, так и любители.
В рамках конкурса были рассмотрены десятки проектов. Некоторые из них, предложенные непрофессионалами, отличались экстравагантностью.

### Заморозка проекта
8 июня Николай Колли передал председателю Госкомитета СССР по делам строительства подготовленную счётно-проектную документацию, а 11 июня представил подробную информацию об объёмах существующих мавзолеев и пантеонов. Дальнейших документов о Пантеоне на 2018 год не обнаружено, также неизвестно, кто и почему остановил реализацию проекта. Предположительно, постановление было принято в спешке, из-за чего не получило развития и в последующие годы проект не обсуждался. В апреле 1955 года Александр Твардовский написал в дневнике, что Пантеон «словно канул в забвение среди насущных дел». По мнению специалистов, причинами прекращения работы над проектом оказалась борьба Никиты Хрущёва с «архитектурными излишествами проектов сталинского времени» и сделанный им же доклад на XX съезде КПСС с осуждением культа личности Сталина.
30 августа 1960 года Совет Министров РСФСР опубликовал Постановление № 1327 «О дальнейшем улучшении дела охраны памятников культуры в РСФСР», в котором мавзолей Ленина и некрополь у Кремлёвской стены были причислены к памятникам культуры России и взяты под охрану государства. После этого Постановление от 6 марта 1953 года о создании Пантеона формально утратило свою силу.

## Современность
С 1990-х годов в некоторых средствах массовой информации периодически поднимался вопрос о создании Пантеона с целью перезахоронения останков Владимира Ильича Ленина и погребённых в некрополе людей. По мнению общественных деятелей, этот вариант стал бы самым безболезненным для ликвидации «большевистского кладбища» в центре Москвы. В 2012 году с подобным предложением выступило общероссийское общественное движение «Народный собор».